# Erdkunde - Archive for Scientific Geography
Erdkunde - Archive for Scientific Geography ist eine in Deutschland herausgegebene Peer-Review-Zeitschrift für Geographie. Sie wurde 1947 von Carl Troll an der Universität Bonn gegründet. Die Erdkunde erscheint viermal im Jahr. Artikel werden seit 2008 in englischer Sprache publiziert. Seit September 2016 ist die Zeitschrift online und Open Access verfügbar. Bei der Open-Access-Strategie wird der sogenannte „goldene Weg“ verfolgt; alle Beiträge sind direkt nach Erscheinen frei zugänglich. Publikationsgebühren werden nicht erhoben. Die archivierten Jahrgänge sind über die Webseite der Zeitschrift verfügbar, werden aber auch via JSTOR bereitgestellt. Die gedruckte Version der Zeitschrift wird über Abonnements weltweit verbreitet.

## Inhalt
Die geographische „Fachzeitschrift Erdkunde - Archive for Scientific Geography“ widmet sich dem gesamten inhaltlichen Spektrum der Geographie, das heißt, sie publiziert Beiträge sowohl zur Physischen Geographie als auch zur Anthropogeographie (Humangeographie). Einen hohen Stellenwert nehmen u. a. qualitativ hochwertige Karten und z. T. großformatig gestaltete Beilagen ein.

## Herausgeber und Herausgeberinnen
Die Zeitschrift wird von Carl Beierkuhnlein (Bayreuth), Jörg Bendix (Marburg), Andreas Dittmann (Gießen), Uta Hohn (Bochum), Hermann Kreutzmann (Berlin), Jörg Löffler (Bonn, Editor-in-Chief), Heike Mayer (Bern) und Harald Zepp (Bochum) herausgegeben. Schriftleiter ist seit 2008 Dirk Wundram.
Ehemalige Herausgeber: Hans Heinrich Blotevogel, Julius Büdel, Bernd Diekkrüger, Richard Dikau, Eckart Ehlers, Helmut Hahn, Wolfgang Hartke, Peter Höllermann, Wolfgang Kuls, Wilhelm Lauer, Hermann Lautensach, Herbert Lehmann, Herbert Louis, Horst Mensching, Hans Mortensen, Gottfried Pfeifer, Winfried Schenk, Carl Troll, Matthias Winiger.
Ehemalige Schriftleiter: Hans Böhm, Andreas Dittmann, Helmut Hahn, Hans Dieter Laux, Hans Voigt.

## Geschichte
Die Zeitschrift erschien zum ersten Mal im Jahr 1947 unter dem Titel Erdkunde. Archiv für Wissenschaftliche Geographie. Wie Carl Troll 1964 in einem Rückblick schrieb, ergab sich die Gründung einer neuen Fachzeitschrift für Geographie eher unbeabsichtigt aus der unsicheren Situation der ersten Nachkriegsjahre. Die ursprünglich Idee bestand darin, neben Petermanns Geographische Mitteilungen (Justus Perthes Verlag, Gotha) auch die „Zeitschrift der Gesellschaft für Erdkunde zu Berlin“ als die beiden ältesten und international angesehensten geographischen Zeitschriften fortzuführen. Da sich für die Fortführung der „Zeitschrift der Gesellschaft für Erdkunde zu Berlin“ in Berlin zunächst große Schwierigkeiten ergaben, wurde von Carl Troll der Plan verfolgt, die Zeitschrift bzw. ein Nachfolgeorgan von Bonn aus fortzuführen. Noch vor Veröffentlichung einer ersten Ausgabe wurden aber Bedenken seitens der Gesellschaft für Erdkunde zu Berlin gegen eine Verlagerung der Herausgeberschaft geäußert.
In der Folgezeit wurde die Wiederaufnahme der Zeitschrift der Gesellschaft für Erdkunde zu Berlin von Berlin aus weiterverfolgt und die Veröffentlichung wurde schließlich 1949 unter dem Titel DIE ERDE, Zeitschrift der Gesellschaft für Erdkunde zu Berlin wieder aufgenommen. Da die Vorbereitungen für die neue Zeitschrift in Bonn aber bereits weit fortgeschritten waren, wurde der Plan weiterverfolgt und 1947 erschien die erste Ausgabe der Zeitschrift „Erdkunde Archiv für Wissenschaftliche Geographie“. Der Titel der Zeitschrift ergab sich aus dem ursprünglichen Vorhaben, die Zeitschrift der Gesellschaft für Erdkunde zu Berlin fortzuführen. Die Kurzform „Erdkunde“ ergab sich dadurch, dass die lizenzrechtlichen Bestimmungen zunächst Bezeichnungen wie „Zeitschrift“, „Gesellschaft“ und „Berlin“ nicht zuließen. Als sich abzeichnete, dass eine Fortführung der Zeitschrift der Gesellschaft für Erdkunde zu Berlin angestrebt wurde, erfolgte zwecks klarer Abgrenzung die Ergänzung mit dem Untertitel „Archiv für Wissenschaftliche Geographie“. Die neu gegründete Zeitschrift durchlief in den Folgejahren eine durchaus wechselhafte Entwicklung, wie in einem Rückblick von Hans Böhm und Eckart Ehlers auf die 50-jährige Geschichte gut dokumentiert wurde. Dem bereits von Carl Troll verfolgten Anspruch, die Zeitschrift von einem Sprachrohr der deutschen Geographie zu einem Organ der internationalen Geographie zu entwickeln, fühlten sich auch seine Nachfolger verpflichtet.
Ganz in diesem Sinne wurde schließlich im Jahr 2007 beschlossen, die Publikationen in der Regel in englischer Sprache zu veröffentlichen und somit die Zeitschrift deutlicher für eine internationale Leser- und Autorenschaft zu öffnen. Seit 2008 erscheint die Zeitschrift unter dem Titel „Erdkunde - Archive for Scientific Geography“. In den Jahren 2010/2011 wurde der Archivbestand der Erdkunde digitalisiert und alle Beiträge sind mittlerweile frei zugänglich. Zudem besteht seit 2011 eine Kooperation mit JSTOR, so dass auch über diese Plattform die Artikel einer breiten Leserschaft zugänglich gemacht werden konnten. Anfang 2021 erfolgte eine Anpassung der Copyrights und lizenzrechtlichen Regelungen; alle Beiträge werden nun unter der Creative-Commons-Lizenz BY veröffentlicht.

## Impact Factor
Die Zeitschrift wird sowohl im Web of Science als auch bei Scopus gelistet.
- Journal Impact Factor (2020): 2.184. Ranking: Platz 35/50 in der Kategorie „Geography, physical“ (Science Citation Index Expanded) und Platz 55/85 in der Kategorie „Geography“ (Social Sciences Citation Index).
- Scopus CiteScore (2020): 3.1. Ranking: 179/704 in der Kategorie „Geography, Planning and Development“, 56/186 in der Kategorie „Earth and Planetary Sciences/General Earth and Planetary Sciences“, 131/400 in der Kategorie „Environmental Science/Ecology“

## Fachartikel
Am häufigsten zitierte Artikel seit 2005:
- Markus Keck und Patrick Sakdapolrak: „What is social resilience? Lessons learned and ways forward.“ In: „Erdkunde - Archive for Scientific Geography“ 67, 2013, S. 5–19. doi:10.3112/erdkunde.2013.01.02
- Christian Körner: „Climatic treelines: Conventions, global patterns, causes.“ In: „Erdkunde - Archive for Scientific Geography“ 61, 2007, S. 316–324. doi:10.3112/erdkunde.2007.04.02
- Wilhelm Barthlott, Alexandra Hostert, Gerold Kier, Wolfgang Koper, Holger Kreft, Jens Mutke, M. Daud Rafiqpoor und Jan Henning Sommer: „Geographic patterns of vascular plant diversity at continental to global scales.“ In: „Erdkunde - Archive for Scientific Geography“ 61, 2007, S. 305–315. doi:10.3112/erdkunde.2007.04.01
- Martin Kehl: „Quaternary climate change in Iran - the state of knowledge.“ In: „Erdkunde - Archive for Scientific Geography“ 63, 2009, S. 1–17. doi:10.3112/erdkunde.2009.01.01
- Leo J. de Haan: „The livelihood approach: a critical exploration.“ In: „Erdkunde - Archive for Scientific Geography“ 66, 2012, S. 345–357. doi:10.3112/erdkunde.2012.04.05
- Joachim Scheiner: „Mobility biographies: elements of a biographical theory of travel demand.“ In: „Erdkunde - Archive for Scientific Geography“ 61, 2007, S. 161–173. doi:10.3112/erdkunde.2007.02.03